# 賴辛城 (加利福尼亞州)
雷辛城（英語：Raisin City）是位於美國加利福尼亞州弗雷斯諾縣的一個人口普查指定地區。

## 地理
雷辛城的座標為36°36′09″N 119°54′15″W / 36.60250°N 119.90417°W，而該地最高點為海拔高度72米（即236英尺）。

## 人口
根據2010年美國人口普查的數據，雷辛城的面積為1.967平方千米，當中陸地面積為1.967平方千米，而水域面積為0.000平方千米。當地共有人口380人，而人口密度為每平方千米193人。